# Quartet de corda núm. 3 (Xostakóvitx)
El Quartet de corda núm. 3 en fa major, op. 73, va ser compost per Dmitri Xostakóvitx el 1946. Va ser estrenat pel Quartet Beethoven (Dmitri Tsiganov, Vassili Xirinski, Vadim Borissovski, Serguei Xirinski), a qui està dedicat, el 16 de desembre de 1944 a la Sala Gran del Conservatori de Moscou.

## Estructura
L'obra té cinc moviments amb una durada aproximada de 33 minuts:
- I Allegretto
- II Moderato con moto
- III Allegro non troppo
- IV Adagio
- V Moderato

Valentin Berlinski, cèlebre violoncel·lista del Quartet Borodin revelaria anys més tard que les intencions del compositor podrien associar-se als següents subtítols per als cinc moviments, tot i que aquests no figuren ni en el manuscrit original ni en cap edició publicada: Tranquil·la ignorància del futur cataclisme, Presagis de disturbis i anticipació, Les forces de la guerra desencadenades, Homenatge als morts i L'eterna qüestió: per què?, i per a què?.

## Origen i context
Xostakóvitx va completar el seu Tercer Quartet a la datxa que havia llogat al poble de Komarovo, als afores de Leningrad, a principis d'agost de 1946. Es pot considerar una obra marcada per la guerra. Tot i ser escrit el 1946, està impregnat de memòries del conflicte i reflecteix les primeres sensacions d'alleujament que van seguir la victòria.
L'única obra que Xostakóvitx va escriure el 1946 va ser el Tercer Quartet, que va dedicar als membres del Quartet Beethoven, els quals van estrenar-la a Moscou el 16 de desembre de 1946, coincidint amb el 176è aniversari de Beethoven. La referència a Beethoven no és casual, ja que molts crítics han percebut que aquest quartet, especialment en el seu quart moviment, sembla evocar deliberadament l'esperit del gran mestre. No obstant això, el Tercer Quartet no és una simple imitació, sinó una obra profundament original.
La Setena i Vuitena simfonia, juntament amb el Trio núm. 2 (amb el qual Xostakóvitx havia rebut per tercera vegada el Premi Stalin, en aquesta ocasió de tercera categoria), van ajudar a restaurar la seva imatge davant el Partit. Aquestes obres, amb una narrativa clara i un protagonisme humà, exaltant el "valerós poble rus", contrastaven amb les composicions més intel·lectuals com el Quartet núm. 2, que només captaven l'atenció d'uns pocs. Segons les autoritats, Xostakóvitx tenia el deure de continuar la missió de mostrar al poble l'extraordinari poder educatiu de la música. Fins i tot l'agència Tass va informar que, després de la impactant Vuitena, Xostakóvitx estava treballant en una nova simfonia (amb solistes vocals, cors i altres parafernàlies a l'ús en casos així) per commemorar la victòria dels soviètics sobre Hitler. Fet que no va succeir. Amb la seva absoluta imprevisibilitat, en lloc de la simfonia de victòria que els oficials soviètics esperaven per marcar el final de la Segona Guerra Mundial, Xostakóvitx va presentar una Novena Simfonia carregada d'alegria i una certa dosi d'irreverència.

## Representacions
Aquest quartet va ser el darrer abans que Andrei Jdànov, encarregat de la cultura durant el règim de Stalin, llancés un atac contra els compositors el 1948. Com a resultat, el Tercer Quartet va ser exclòs de les actuacions públiques poc després de la seva estrena. Aquest va ser un destí comú a altres obres de Xostakóvitx d'aquest període.

## Música
Xostakóvitx torna a jugar amb la ironia. Mentre que a la seva Novena Simfonia sembla voler allunyar-se del record dels horrors de la guerra, el Quartet núm. 3 no deixa de reviure aquest tema, fins al punt que alguns el consideren una mena de "repetició" de la seva Vuitena Simfonia. Les xifres són eloqüents: la Novena Simfonia va ser composta en poc més d'un mes, del 26 de juliol al 30 d'agost, mentre que el quartet, iniciat el gener del 1946, no va estar complet fins a l'agost del mateix any. El segon moviment va ser escrit el 26 de gener, i els moviments restants es van anar completant entre el 9 de maig i el 2 d'agost. Tant la Novena Simfonia com el Tercer Quartet són dues obres que a primer cop d'ull semblen neoclàssiques. Com succeeix amb la Novena, La melodia del primer moviment del quartet evoca l'estil de Haydn, amb un suport d'acords rítmics animats. No obstant això, la consciència que un horror latent s'amaga darrere d'aquesta atractiva façana es fa evident en la intensa fuga de la secció central, que culmina en el següent Moderato: la viola repeteix de manera insistent un acord de mi menor amb una obstinació semblant a la militar; al seu torn, el primer violí afegeix un tema que encaixaria perfectament en qualsevol tonalitat, llevat de mi menor. El tercer moviment es transforma en una explosió de violència absoluta.
La composició d’aquest quartet presenta una estructura poc convencional, amb cinc moviments que recorren temes dels anteriors en el seu tancament. A més, la seva escriptura és exigent, requerint una destresa considerable per part dels intèrprets. Una gran part del material es desenvolupa en els registres alts dels instruments, i hi ha passatges amb moments de brillantor solista que contrasten amb la cohesió habitual que s'espera en aquest tipus de formació. També cal destacar que el llenguatge harmònic resulta complex; tot i que cada moviment disposa d'una signatura de clau, la sensació de tonalitat es veu diluïda per una contínua exploració cromàtica que afegeix una capa de sofisticació i ambigüitat a l'obra.